# 38P/Stephan-Oterma

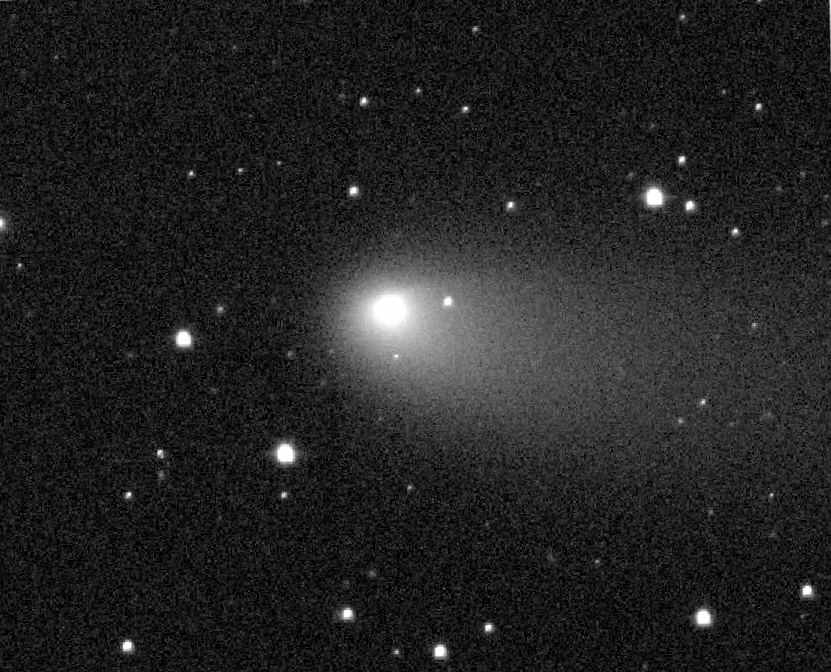
38P/Stephan-Oterma (20 de diciembre de 2018)

El cometa Stephan-Oterma, denominado formalmente como 38P/Stephan-Oterma , es un cuerpo estelar de ciclo periódico que viaja en el sistema solar, y que pertenece a la familia del cometa Halley. 
El Stephan-Oterma fue descubierto por el astrónomo Jérôme E. Coggia el 22 de enero de 1867 en el Observatorio de Marsella. Al principio, Coggia pensaba que había encontrado una nebulosa que aún no había sido identificada; pero debido a las malas condiciones meteorológicas no pudo continuar las observaciones, las cuales fueron retomadas por el astrónomo francés Édouard Stephan dos días más tarde. Stephan señaló que el objeto se había movido y anunció el descubrimiento de un nuevo cometa. Dado que no se menciona en el telegrama a Coggia, el cometa se le dio su nombre. 
De forma independiente, Ernst Tempel también logró identificar al cometa pero esto ocurrió el 28 de enero en las proximidades de la estrella π Arietis. 
En 1891, Ludwig Becker propuso la órbita final del cometa y predijo su retorno entre 1902 y 1912, sin embargo, no pudo ser observado en este periodo de tiempo.
El Stephan-Oterma fue redescubierto por la astrónoma finlandesa Liisi Oterma el 6 de noviembre de 1942. Por su parte Fred L. Whipple calculó una órbita y lo identificó como el cometa que fue propuesto por Stephan en 1867. Dadas las diferentes observaciones fue posible estimar el periodo orbital entre 38,84 y 38,88 años.  La siguiente aparición fue predicha con éxito por DK Yeomans. 
Fue nuevamente observado el 13 de junio de 1980 por H.-E. Schuster del European Southern Observatory.
El cometa Stephan-Oterma tiene una órbita con una alta excentricidad, inclinado en aproximadamente 18° con respecto al plano de la eclíptica . El afelio se ubica por fuera de la órbita de Urano, a unas 20.92 UA del Sol; mientras el perihelio se encuentra cerca de la órbita de Marte a 1,57 UA del Sol. Con los datos suministrados y las observaciones realizadas por distintos científicos se pudo establecer que el cometa completa una órbita de unos 37,72 años.    
La distancia mínima entre el cometa y la Tierra siempre es superior a 0,5 unidades astronómicas, que logra en torno al perihelio. La órbita del cometa hace que tenga encuentros cercanos con los gigantes gaseosos Júpiter, Saturno y Urano.